# 浪曲一代
「浪曲一代」（ろうきょくいちだい）は、2009年2月4日にコロムビアミュージックエンタテインメント（現・日本コロムビア）から発売された氷川きよしの18枚目のシングル。

## 概要
- 「初恋列車」以来約4年ぶり通算2作目の首位獲得となった。
- なお、演歌・歌謡のソロの歌手の2作のオリコン首位獲得は、1968年にオリコンチャートが開始して以降藤圭子、森進一、細川たかしに次いで史上4人目の記録で、「矢切の渡し」以来25年10ヶ月ぶりの記録となった。
- 2009年4月27日付オリコンシングルチャートで、前週の42位から34ランクの急上昇で8位となり、約2ヶ月ぶりのTOP10返り咲きとなった。以降、コンサートがあった週には売り上げが大幅に伸びる現象がおきている。

## 収録曲
1. 浪曲一代
作詞：松井由利夫、作曲：水森英夫、編曲：伊戸のりお
2. 望郷の月
作詞：菅麻貴子、作曲：杜奏太朗、編曲：石倉重信
3. 浪曲一代（オリジナル・カラオケ）
4. 望郷の月（オリジナル・カラオケ）
5. 浪曲一代（半音下げオリジナル・カラオケ）
6. 浪曲一代（半音下げオリジナル・カラオケ ガイドメロ入り）